# Ben Brereton
Benjamin Anthony Brereton, ismertebb nevén Ben Brereton Díaz (Stoke-on-Trent, 1999. április 18. –) chilei válogatott labdarúgó, az angol Southampton csapatának játékosa, de kölcsönben a Sheffield United színeiben szerepel.

## Pályafutása
Brereton 2015 nyarán írt alá a Nottingham Forest csapatához. A klub akadémiáján eltöltött időszak alatt 19 mérkőzésen 14 találatot jegyzett, amellyel felkeltette a Liverpool és a Manchester United érdeklődését is, ennek ellenére Ben a Forestnél maradt.

### Nottingham Forest
2017. január 25-én egy Leeds United ellen elvesztett mérkőzésen mutatkozhatott be a felnőtt csapatban.
Február 4-én a második mérkőzésén, az Aston Villa ellen a találkozó utolsó percében lőtte első gólját a klub szineiben, kiharcolva ezzel a Vörösök győzelmét. Kezdőként a Fulham ellen szerepelt első alkalommal, ahol megszerezte profi pályafutása második találatát.

### Blackburn Rovers
2018. augusztus 28-án kölcsönszerződést írt alá a Rovers-szel.

### A válogatottban

#### Anglia
Angol apa és chilei édesanya gyermekeként született Stoke-on-Trent városában. 2017 márciusában először hívták be az angol U19-es labdarúgó-válogatottba, majd Spanyolország ellen be is mutatkozott. 2017-ben bekerült az U19-es labdarúgó-Európa-bajnokság
on résztvevő keretbe. Hollandiának egy, míg Németországnak két gólt lőtt. A győztes válogatott tagjaként társgólkirály is lett. A következő évben ismét pályára lépett a tornán.

#### Chile
2021 márciusban a chilei szövetség érdeklődött nála, hogy pályára lépnie a válogatottban, majd májusban első meghívóját is megkapta. Júniusban még csak a kispadon kapott lehetőséget Martín Lasarte szövetségi kapitánytól az Argentína és Bolívia elleni 2022-es labdarúgó-világbajnokság-selejtező mérkőzéseken. Június 10-én jelentették be a 2021-es Copa América 28 fős keretét, amibe bekerült. Négy nappal később Argentína ellen debütált a tornán a válogatottban. Június 18-án megszerezte első válogatott gólját Bolívia ellen.

## Statisztikái

### Klub
2021. május 8-i állapotnak megfelelően.
| Klub                | Szezon              | Bajnokság           | Bajnokság | Bajnokság | FA Kupa | FA Kupa | EFL Cup | EFL Cup | Egyéb | Egyéb | Összes | Összes |
| Klub                | Szezon              | Osztály             | Mérk.     | Gól       | Mérk.   | Gól     | Mérk.   | Gól     | Mérk. | Gól   | Mérk.  | Gól    |
| ------------------- | ------------------- | ------------------- | --------- | --------- | ------- | ------- | ------- | ------- | ----- | ----- | ------ | ------ |
| Nottingham Forest   | 2016–17             | Championship        | 18        | 3         | 0       | 0       | 0       | 0       | 0     | 0     | 18     | 3      |
| Nottingham Forest   | 2017–18             | Championship        | 35        | 5         | 2       | 1       | 2       | 0       | 0     | 0     | 39     | 6      |
| Nottingham Forest   | Összesen            | Összesen            | 53        | 8         | 2       | 1       | 2       | 0       | 0     | 0     | 57     | 9      |
| Blackburn Rovers    | 2018–19             | Championship        | 25        | 1         | 2       | 0       | 1       | 0       | 0     | 0     | 28     | 1      |
| Blackburn Rovers    | 2019–20             | Championship        | 15        | 1         | 1       | 0       | 1       | 0       | 0     | 0     | 17     | 1      |
| Blackburn Rovers    | 2020–21             | Championship        | 40        | 7         | 1       | 0       | 2       | 0       | 0     | 0     | 43     | 7      |
| Blackburn Rovers    | Összesen            | Összesen            | 80        | 9         | 4       | 0       | 4       | 0       | 0     | 0     | 88     | 9      |
| Pályafutás összesen | Pályafutás összesen | Pályafutás összesen | 133       | 17        | 6       | 1       | 6       | 0       | 0     | 0     | 145    | 18     |

### Válogatott
2021. június 25-én frissítve.
| Nemzet   | Év       | Mérkőzés | Gól |
| -------- | -------- | -------- | --- |
| Chile    |          |          |     |
| 2021     | 4        | 1        |     |
| Összesen | Összesen | 4        | 1   |

### Góljai a válogatottban
| # | Dátum            | Helyszín                         | Mérkőzés | Ellenfél | Gól | Eredmény | Verseny              |
| - | ---------------- | -------------------------------- | -------- | -------- | --- | -------- | -------------------- |
| 1 | 2021. június 18. | Arena Pantanal, Cuiabá, Brazília | 2        | Bolívia  | 1–0 | 1–0      | 2021-es Copa América |

## Sikerei, díjai

### Válogatott
- Anglia U19
  - U19-es labdarúgó-Európa-bajnokság: 2017

### Egyéni
- U19-es labdarúgó-Európa-bajnokság társgólkirály: 2017

## Külső hivatkozások
- Ben Brereton adatlapja a Transfermarkt oldalon (angolul)
- Ben Brereton adatlapja a Soccerway oldalon (angolul)